# Caitlín R. Kiernan
Caitlín Rebekah Kiernan (Dublino, 26 maggio 1964) è una scrittrice e paleontologa statunitense con cittadinanza irlandese, autrice di opere di fantascienza e dark fantasy, inclusi racconti per ragazzi, e più di 250 racconti brevi tra romanzi e fumetti. Kiernan ha vinto due volte il World Fantasy Award e il Bram Stoker Award.

## Biografia
Nata a Dublino, in Irlanda, si trasferì negli Stati Uniti da bambina con la madre Susan Ramey Cleveland e la sorella minore Mary Angela (Máire Aingeal). Gran parte della loro infanzia trascorse nella piccola città di Leeds, Alabama, e gli interessi iniziali includevano erpetologia, paleontologia e la scrittura di narrativa. Da adolescente, ha vissuto a Trussville e, al liceo, ha iniziato a svolgere attività di volontariato presso il Red Mountain Museum a Birmingham, Alabama trascorrendo le estati nei primi scavi archeologici e paleontologici. Ha frequentato il college presso l'Università dell'Alabama a Birmingham e l'Università del Colorado a Boulder, studiando geologia e paleontologia dei vertebrati, ricoprendo ruoli, sia museali che didattici, prima di passare infine, nel 1992, alla scrittura narrativa.

### Paleontologia
Nel 1984 fu tra i fondatori della Società paleontologica di Birmingham. Nel 1988 è stata tra gli autori di un documento che descrive un nuovo genere e le specie di mosasauri, Selmasaurus russelli. Articoli più recenti includono uno sulla biostratigrafia dei mosasauri dell'Alabama, pubblicato nel 2002 sul Journal of Vertebrate Paleontology e "Prima registrazione di un teropode velociraptorina (Tetanurae, Dromaeosauridae) proveniente dagli Stati Uniti della costa orientale del Golfo". A partire dal 2019, la Kiernan viene riconosciuta come ricercatrice associata e preparatore di fossili presso il McWane Science Center di Birmingham, in Alabama, studiando nuovamente i mosasauri. Nel 2020, è stata autrice di un documento che descrive una nuova grande tartaruga fossile, l'Asmodochelys parhami, da un gesso ritrovato nella località Demopolis in Alabama.

### Romanzi, narrativa breve e fumetti
Il primo romanzo di Kiernan, "The Five of Cups", fu scritto tra il giugno 1992 e l'inizio del 1993, anche se non venne pubblicato fino al 2003. Il suo primo racconto lo ha pubblicato nel 1995, con il titolo, "Persephone", un racconto in stile dark fantasy. Il suo primo romanzo pubblicato, "Silk", è stato pubblicato nel 1998.
La narrativa breve della Kiernan venne selezionata per la serie, La migliore fantasia e orrore dell'anno, Il libro dei migliori nuovi orrori, e La migliore fantascienza dell'anno. I suoi racconti sono stati raccolti in diversi volumi. Ad oggi, il lavoro della Kiernan è stato tradotto in tedesco, italiano, cinese, francese, turco, spagnolo, portoghese, finlandese, ceco, polacco, russo, coreano e giapponese.
Kiernan è stata contattata dallo scrittore Neil Gaiman e dai redattori di Vertigo Comics per scrivere per The Dreaming, uno spin-off di The Sandman di Gaiman, dal 1996 fino alla sua conclusione nel 2001, concentrandosi su entrambi i personaggi preesistenti e la creazione di nuovi personaggi. Ha romanzato il film del 2007,  Beowulf,sceneggiato da Gaiman e Roger Avary. Nel 2012 ha scritto "Alabaster: Wolves" per la Dark Horse Comics, continuando, nel 2013, con "Alabaster: Grimmer Tales" e nel 2014 "Alabaster: The Good, the Bad, and the Bird".

### Film e sceneggiatura
La Mid-World Productions di Josh Boone ha optato i diritti di "The Red Tree" e di "The Drowning Girl". Kiernan sta scrivendo la sceneggiatura di "The Red Tree" e Boone scriverà "The Drowning Girl". La scrittrice ha dichiarato: "Alcune persone hanno posto domande sui film preservando l'essenza dei romanzi. Questo è qualcosa di cui non devono preoccuparsi. Inoltre, anche se nessun dettaglio può ancora essere rilasciato e nulla è certo, la speranza è che possiamo scritturare un'attrice transgender come Abalyn Armitage.

## Stile e genere
Dal blog di Kiernan:
Gran parte del lavoro precedente della Kiernan, come "Silk", è incentrato o allude all'estetica delle sottoculture goth e punk rock, elementi generalmente assenti nei suoi successivi romanzi. L'autrice ha anche affermato, in merito al ruolo della trama nella scrittura creativa: "chiunque può inventare l'artificio / la presunzione di una" bella storia ". La storia mi annoia, ed è per questo che i critici si lamentano del fatto che è probabilmente l'aspetto più debole del mio lavoro, perché è essenzialmente intenzionale, non ho alcun reale interesse per la trama. Atmosfera, umore, lingua, carattere, tema, ecc., sono le cose che mi affascinano. L'Ulisse di Joyce, avrebbe dovuto essere scritto senza una trama. Nella sua recensione di The Red Tree , lo studioso di H. P. Lovecraft S. T. Joshi scrive: "la Kiernan è già in classifica con gli stilisti più distintivi nel nostro campo, Edgar Allan Poe, Lord Dunsany, Thomas Ligotti. Con il deplorevole ritiro di Ligotti nel silenzio immaginario, la sua è ora la voce di una strana finzione. Nella loro introduzione a "The Weird", Ann e Jeff VanderMeer scrivono che la Kiernan è "diventata forse la migliore scrittrice della sua generazione.

## Musica
Nel 1996 e nel 1997, la Kiernan ha suonato ad Athens (Georgia) nel gruppo dei Death's Little Sister, con il nome di Delirium, un personaggio di Neil Gaiman. Era la cantante e paroliere della band. Il gruppo godette di un certo successo alla radio del college. Altri membri includevano Barry Dillard (chitarre), Michael Graves (basso) e Shelly Ross (tastiere). La Kiernan lasciò la band nel febbraio 1997 a causa dei suoi impegni con la DC Comics. Due anni dopo fu brevemente coinvolta in un progetto in studio, il Crimson Stain Mystery, dal quale venne prodotto uno EP per accompagnare un'edizione speciale limitata di Silk , illustrata da Clive Barker (Gauntlet Press, 2000).

## Pubblicazioni
Nel dicembre 2005, la Kiernan ha iniziato a pubblicare per il mensile Sirenia Digest, altrimenti noto come MerViSS, un mensile principalmente costituito da vignette e racconti: "Il progetto MerViSS è una continuazione dell'esplorazione della Kiernan sulla fusione della letteratura erotica con elementi di fantasia oscura e fantascienza, creando brevi finzioni oniriche ". È illustrato da Vince Locke e si avvale della collaborazione occasionale di Sonya Taaffe.

## Archivio
I Caitlín R. Kiernan Papers raccolti alla John Hay Library alla Brown University sono costituiti da sette metri di materiali manoscritti, tra cui corrispondenza, riviste, manoscritti e pubblicazioni, che coprono un periodo che va approssimativamente dal 1970 al 2017, molti stampati, diversi in formati elettronici e digitali. Le aggiunte alla collezione sono fatte regolarmente dall'autrice. Nel 2017, alla Hay Library si è tenuto un ricevimento formale per annunciare la collezione e svelare dei "Caitlín R. Kiernan Papers @ Brown University Library".

## Vita privata
Nei suoi vent'anni, la Kiernan si identificò come transgender diventando donna e dichiarandosi poi lesbica. Nel 2020 Kiernan ha dichiarato: "Non mi considero più transessuale, preferisco dire di essere di genere fluido, se devo dire qualcosa" spiegando che non era una opzione riconosciuta negli anni ottanta. Kiernan si dichiara atea pagana. Kiernan vive a Birmingham, con la fotografa Kathryn A. Pollnac.